# Pleioceras barteri
Pleioceras barteri là một loài thực vật có hoa trong họ La bố ma. Loài này được Baill. miêu tả khoa học đầu tiên năm 1888.